# Thomas Heberer (Musiker)

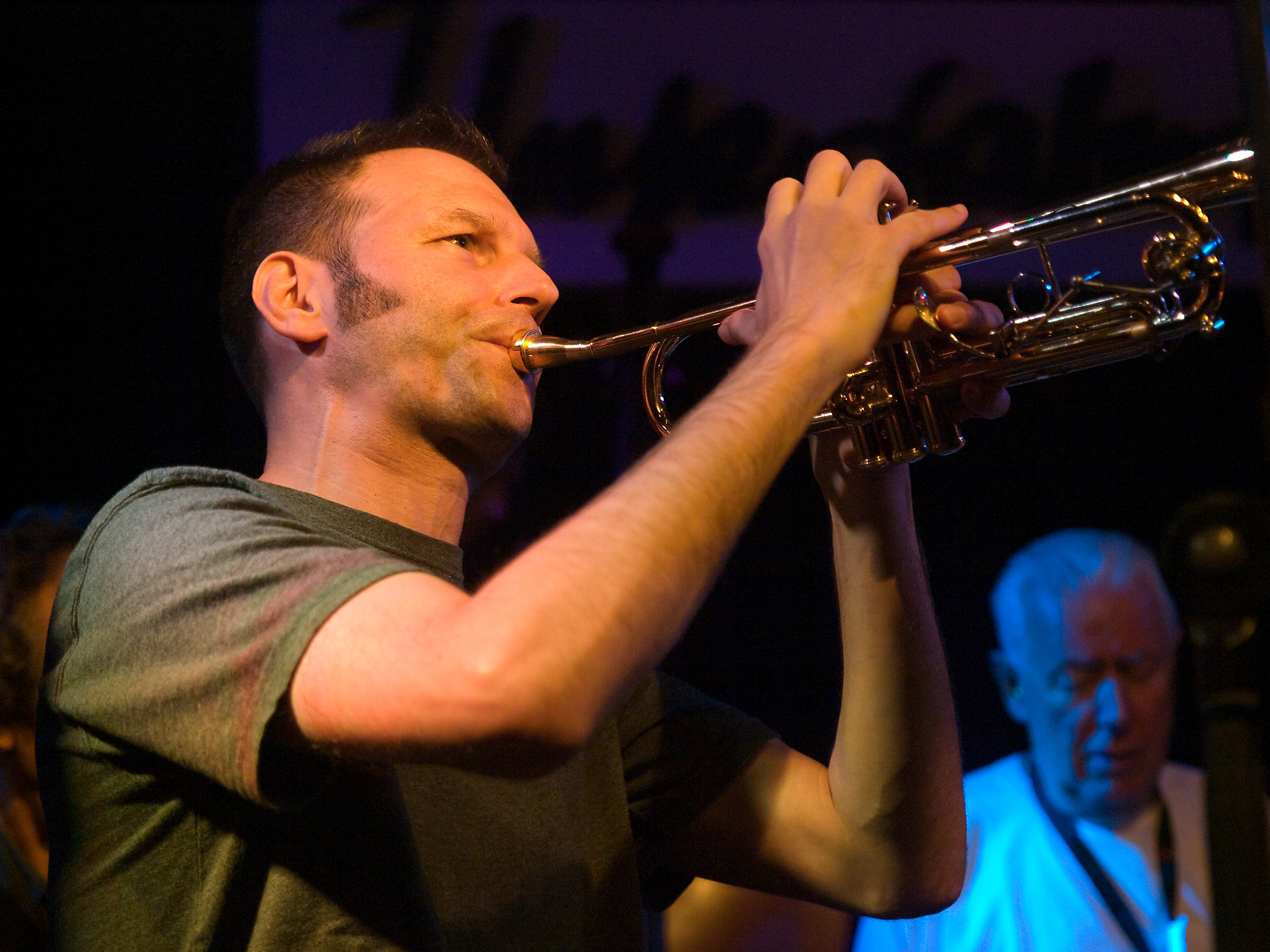
Thomas Heberer im Jazzclub Unterfahrt (München 2010)

Thomas Heberer (* 24. September 1965 in Schleswig) ist ein deutscher Jazz-Trompeter, Flügelhornist und Keyboarder (elektronische Instrumente, sampling) des Creative Jazz, der seit 2008 in New York City lebt.

## Werdegang und Wirken
Heberer begann mit elf Jahren Trompete zu spielen. Von 1984 bis 1987 studierte er bei Manfred Schoof an der Musikhochschule Köln. Aufsehen erregte er 1990 mit dem Erscheinen des Albums Chicago Breakdown – The Music of Jelly Roll Morton, das der Trompeter mit dem Bassisten Dieter Manderscheid aufgenommen hatte. Sie interpretierten das klassische Repertoire des Chicago-Jazz auf ungewohnte, „dekonstruktive“ Weise, so Richard Cook und Brian Morton, wie das Titelstück Chicago Breakdown, den King Porter Stomp und den Buddy Bolden Blues. Mit Manderscheid, dem Saxophonisten Dirk Raulf und dem Schlagzeuger Fritz Wittek bildete er Anfang der 1990er Jahre die Formation „Tome XX“. Des Weiteren arbeitete Heberer mit Aki Takase, dem European Trumpet Summit, Gerd Dudek, Attila Zoller, Joachim Kühn, Evan Parker, David Moss, Frank Schulte und Tomasz Stańko zusammen.
Heberer war zudem Mitglied des Berlin Contemporary Jazz Orchestra und wirkte auch in der Begleitband der Harald-Schmidt-Show. Er spielt seit den frühen 1990ern im ICP Orchestra von Misha Mengelberg. Weiterhin wirkte der Trompeter 1990 an der Produktion „Die wilden Pferde der armen Leute“ von Norbert Steins Pata Orchester, 1993 an Alexander von Schlippenbachs Album "The Morlocks" (FMP), 1996 bei Misha Mengelbergs The Root of the Problem (hatOLOGY) mit. Im selben Jahr trat er anlässlich der 20th Anniversary Tour" mit dem European Jazz Ensemble mit Schoof, Conrad Bauer, Charlie Mariano, Joachim Kühn unter anderem auf. 2004 gründete Heberer mit dem Tubisten Carl Ludwig Hübsch und dem Schlagzeuger Christian Thomé die Formation Lip Lab; 2005 wirkte er an den Aufnahmen von Norbert Steins Pata Generators („Code Carnival“) mit; 2007 war er Mitglied im James Choice Orchestra.
Seit seinem Umzug nach New York City ist Heberer mit diversen Projekten sowohl als Sideman wie auch als Leiter eigener Ensembles hervorgetreten. Unter seinem Namen ist besonders sein Quartett mit Ingrid Laubrock, John Hébert und Michael Sarin hervorzuheben, dessen 2021 auf dem Sunnyside Label erschienenes Album “The Day That Is” im Downbeat mit 4 Sternen bewertet wurde und das Hans-Jürgen Schaal in seiner Kritik im deutschen Fachmagazin Jazzthetik als “ein Album für Gegenwart, Zukunft und Ewigkeit” beschrieb. Ferner sind sein Trio Clarino (mit dem Bassisten Pascal Niggenkemper und Holzbläser Joachim Badenhorst), das Angelica Sanchez Nonet, die Nu Band und die Gruppe Remedy mit Heberer, Bassist Joe Fonda und Schlagzeuger Joe Hertenstein zu nennen. Letztere veröffentlichten 2025 nach 3 vorangegangenen Alben die CD “Hipp Hipp Hooray”, eine Hommage zum 100ten Geburtstag der deutschen Pianistin Jutta Hipp.
Bereits auf seinem ersten Album The Heroic Millepede experimentierte Heberer auch mit elektronischen Klängen. In den 1990er Jahren entstand auf dem Poise-Label, das er gemeinsam mit Dirk Raulf und Frank Schulte führt, das Album Kill Yr Darlins mit elektronischen Instrumenten. Um diese Aktivitäten von seinen Jazz-Projekten abzugrenzen, benutzt Heberer das Pseudonym „T.O.M.“
Die Choreographin Pina Bausch setzte in ihrem Tanztheater in Wuppertal die Musik von T.O.M. in ihren Aufführungen ein, wie bei Für die Kinder von gestern, heute und morgen (2002) und
Ten Chi (2004). Heberers Musik aus Ten Chi findet zudem in Wim Wenders Film “Pina” (2011), der u. a. den Europäischen Dokumentarfilmpreis Prix ARTE gewann, Verwendung.

## Auszeichnungen und Preise
Heberer wurden unter anderem der Preis der Deutschen Schallplattenkritik, der SWF-Jazzpreis und der „Jazz-Art-Preis“ verliehen.

## Diskografische Hinweise
- The Heroic Millepede (ITM, 1988) mit Frank Köllges
- Tome XX – Natura Morta (JazzHausMusik, 1988)
- Berlin Contemporary Jazz Orchestra (ECM, 1989)
- Heberer/Manderscheid – Chicago Breakdown (JazzHausMusik, 1990)
- Tome XX – The Red Snapper (Jazz Haus Musik, 1991)
- Tome XX – Third Degree (Jazz Haus Musik, 1993)
- Sotto in Su – Vanitas featuring Sussan Deyhim (Poise, 1994)
- Berlin Contemporary Jazz Orchestra – Live in Japan (DIW, 1996)
- Tome XX – She Could Do Nothing by Halves (JazzHausMusik, 1997)
- ICP Orchestra – Jubilee Varia (hatOLOGY, 1997)
- Michael Riessler – Honig und Asche (ENJA, 1998)
- ICP Orchestra – Oh! My Dog (ICP, 2001)
- Thomas Heberer, Dieter Manderscheid – What a Wonderful World (JazzHausMusik, 2002)
- SSH plays sssh – Trio mit Frank Schulte und Norbert Scholly, (Konnex, 2003)
- ICP Orchestra – Aan & Uit (ICP, 2004)
- Aki Takase – Plays Fats Waller (ENJA, 2004)
- Heberer/Manderscheid – Wanderlust (JazzHausMusik, 2006)
- Thomas Heberer’s Lip Lab – Lex Luna (Jazzhausmusik, 2007)
- Thomas Heberer’s Clarino – Klippe (Clean Feed, 2011)
- Thomas Heberer’s Clarino – Cookbook (Red Toucan, 2012)
- Full Blast & Friends – Sketches and Ballads (Trost, 2012)
- Thomas Heberer, Achim Kaufmann, Ken Filiano – Interstices (NuScope Recordings, 2015)
- ICP Orchestra – Restless in Pieces (ICP, 2016)
- Yoni Kretzmer – Five (Out Now Recordings, 2016)
- The Nu Band – Live in Geneva (Not Two, 2017)
- Thomas Heberer / Yoni Kretzmer / Christian Weber – Big (OutNow Recordings, 2018)
- X Marks the Spot (OutNow Recordings, 2019)
- REMEDY (Thomas Heberer, Joe Fonda, Joe Hertenstein) – Remedy (Fundacja Słuchaj, 2021)
- The Day That Is (Sunnyside, 2021)
- Thomas Heberer’s Garden – Push Play (CIMP, 2022)
- The Nu Band – Renual (Not Two Records, 2022)
- The Angelica Sanchez Nonet – Nighttime Creatures (Pyroclastic Records, 2023)
- REMEDY (Thomas Heberer, Joe Fonda, Joe Hertenstein) – Hipp Hipp Hooray (Fundacja Stuchaj, 2025)